# Хюфинген
Хюфинген (нем. Hüfingen) — город в Германии, в земле Баден-Вюртемберг. 
Подчинён административному округу Фрайбург. Входит в состав района Шварцвальд-Бар.  Население составляет 7722 человека (на 31 декабря 2010 года). Занимает площадь 58,53 км². Официальный код  —  08 3 26 027.
Город подразделяется на 6 городских районов.